# Elecciones parlamentarias de Haití de 1973

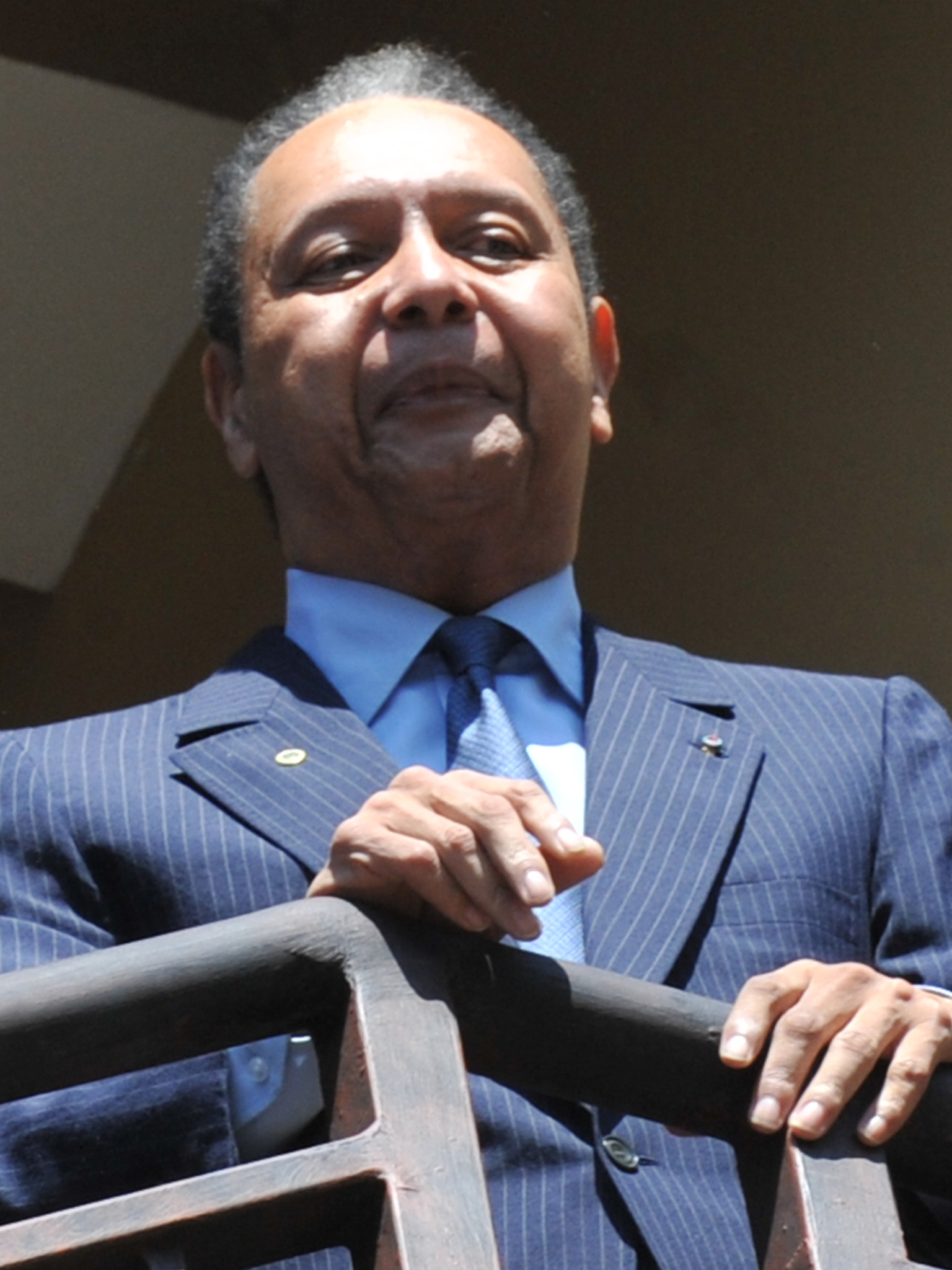
Jean-Claude Duvalier

Elecciones parlamentarias tuvieron lugar en Haití el 11 de febrero de 1973. Más de 300 candidatos se postularon para la elección, todos quienes eran miembros del Partido Unidad Nacional y seguidores del presidente Jean-Claude Duvalier.

## Resultados
| Partido                 | Votos | % | Escaños |
| ----------------------- | ----- | - | ------- |
| Partido Unidad Nacional |       |   | 58      |
| Votos en blanco/nulos   |       | – | –       |
| Total                   |       |   | 58      |
| Fuente: IPU             |       |   |         |